# إيفان فاسيليفيتش يغير مهنته (فلم)
إيفان فاسيليفيتش يغير مهنته (الروسية: Ива́н Васи́льевич меня́ет профе́ссию) فيلم سوفياتي كوميدي، أنتجه ستوديو موسفيلم سنة 1973 وأخرجه ليونيد غايداي.

## ممثلون
| الممثل(ة)             | الشخصية                              |
| --------------------- | ------------------------------------ |
| يوري ياكوفليف         | القيصر إيفان الرابع                  |
| سافيلي كراماروف       | فيوفان                               |
| يوري ياكوفليف         | إيفان بونشا(مدير العمارة)            |
| ليونيد كورافليوف      | جورج ميلوسلافسكي(سارق)               |
| الكسندر ديميانينكو    | الكسندر توموفييف                     |
| ناتاليا سيليزنوفا     | زينايدا تيموفييفا(ممثلة، زوجة شوريك) |
| فلاديمير آتوش         | آنطون شباك(طبيب الأسنان)             |
| ميخائل بوغوفكين       | كارب ياكين                           |
| ناتاليا كراتشكوفسكايا | زوجة إيفان بونشا                     |

## وصلات خارجية
- إيفان فاسيليفيتش يغير مهنته على موقع IMDb (الإنجليزية)
- إيفان فاسيليفيتش يغير مهنته على موقع روتن توميتوز (الإنجليزية)
- إيفان فاسيليفيتش يغير مهنته على موقع نتفليكس (الإنجليزية)
- إيفان فاسيليفيتش يغير مهنته على موقع ألو سيني (الفرنسية)
- إيفان فاسيليفيتش يغير مهنته على موقع Turner Classic Movies (الإنجليزية)
- إيفان فاسيليفيتش يغير مهنته على موقع أول موفي (الإنجليزية)
- إيفان فاسيليفيتش يغير مهنته على موقع فيلمافينيتي (الإسبانية)
- إيفان فاسيليفيتش يغير مهنته على موقع قاعدة بيانات الأفلام السويدية (السويدية)
- إيفان فاسيليفيتش يغير مهنته على موقع قاعدة بيانات الفيلم (الإنجليزية)
- إيفان فاسيليفيتش يغير مهنته على موقع ليتربوكسد (الإنجليزية)

مشاهدة الفيلم على يوتيوب